# Oliver Thomas (chanteur)
Pour les articles homonymes, voir Olivier Thomas et Thomas.
Oliver Thomas, de son vrai nom Oliver Dyba, né le 1er janvier 1977 à Alpirsbach, est un chanteur allemand.

## Biographie
Pendant sa scolarité, Oliver Thomas commence une carrière de one-man-show avec ses chansons et ses imitations lors de galas et de fêtes. Il est découvert par la parolière Irma Holder qui le met en contact avec le producteur Jean Frankfurter. Il commence à apparaître à la télévision en février 1997. Depuis, il est présent notamment dans ZDF-Fernsehgarten ou Willkommen bei Carmen Nebel.
Entre 1997 et 2005, il signe cinq albums chez Montana.
En 2006, il produit son nouvel album où il présente les chansons qu'il a écrites dans le style du schlager des années 1970 et fait les arrangements, enregistrant avec les cordes de l'Orchestre philharmonique de Munich.
En 2007, il sort à l'occasion de ses 15 ans de carrière un best-of et neuf nouvelles chansons.
Oliver Thomas signe avec Palm Records. Le single Rosenrot sort début 2009. Il continue à être compositeur, parolier, arrangeur et producteur.
Début 2016, Thomas présente un style plus rock. Son nouveau titre Heroes sort sur A&O Records, le label qu'il vient de créer.

## Discographie
Singles
- Mädchen sind was Wunderbares – 1997
- Hallo Schneewittchen – 1997
- Märchenaugen – 1997
- Kleiner Schmetterling mach's gut – 1999
- Zigeunergeigen – 2001
- Blonde Siebzehn – 2003
- Ich will – 2005
- Rom oder Rhodos – 2006
- No más Boleros – 2006
- Ein Wahnsinns-Glücksgefühl – 2007
- Du gehst ab wie eine Rakete – 2008
- Rosenrot – 2009
- Ich hab noch nie so geliebt (The time of my life) – 2012
- Du hast Mut – 2014
- Lichter einer Nacht – 2015

Albums
- Mädchen sind was Wunderbares (1997)
- Sommernachtsgefühl (1999)
- Wenn ich deine Liebe spür' (2001)
- Berühr mich – verführ mich (2003)
- Ich will (2005)
- Rom oder Rhodos (2006)
- Meine schönsten Lieder (Best-of, 2007)
- Spiegelbild (2009)
- Voll erwischt (2012)
- Mutig (2014)

## Source de la traduction
- (de) Cet article est partiellement ou en totalité issu de l’article de Wikipédia en allemand intitulé « Oliver Thomas (Sänger) » (voir la liste des auteurs).